# Gemini Galaxy
Gemini GALAXY је био професионални рачунар фирме Gemini који је почео да се производи у Уједињеном Краљевству од 1983. године.
Користио је Zilog Z80A као микропроцесор. RAM меморија рачунара је имала капацитет од 64 KB. 
Као оперативни систем кориштен је CP/M 2.2 и MP/M.

## Детаљни подаци
Детаљнији подаци о рачунару GALAXY су дати у табели испод.
|                       |                                                             |
| [ 1 ]                 |                                                             |
| Произвођач            |                                                             |
| Тип                   | професионални рачунар                                       |
| Меморија              | 64 динамичка                                                |
| Поријекло             | Уједињено Краљевство                                        |
| Година                | 1983                                                        |
| Тастатура             | Тастатура са пуним помаком тастера са нумеричком тастатуром |
| Процесор              |                                                             |
| Фреквенција процесора |                                                             |
| RAM                   | 64 dynamic                                                  |
| ROM                   | 2 Phantom Bootstrap ROM                                     |
| Текст                 | 80 x 25                                                     |
| Графика               | 160 x 75                                                    |
| Боја                  | непознато                                                   |
| Звук                  | 6 канал FM, 8 канал PCM                                     |
| Димензије             | непознато                                                   |
| Портови               |                                                             |
| Оперативни систем     |                                                             |